# Domingo Chavez (Tom Clancy)
Domingo Chavez, conocido como Ding Chavez, es un personaje ficticio creado por Tom Clancy que aparece en muchas de sus novelas y en algunos de los videojuegos. Nació en Los Ángeles, California el 12 de enero de 1968. Domingo fue reclutado para ser miembro de una operación secreta antidrogas de la CIA en Colombia en el libro Peligro Claro e Inminente, mientras estaba en el ejército de los Estados Unidos. Durante esta novela conoce a John Clark y desde ese entonces ha trabajo con él en repetidas ocasiones. Está casado con la hija de Clark, Patricia, con la cual tiene un hijo. Él, junto con Clark, rescatan a un político japonés quien fuera primer ministro (luego reelecto) en Deuda de Honor. Luego de los eventos en el conflicto japonés, Domingo vuelve a trabajar con Clark en implementación de Blue Light (reclutamiento de oficiales de policía para ser oficiales de inteligencia) durante Órdenes Ejecutivas. Durante esta novela, Clark y Chavez lideraron múltiples operaciones para el presidente Ryan. Luego fue reclutado, y llegó a ser líder de equipo, de la organización antiterrorista internacional RAINBOW en Rainbow Six, la cual vence a varios grupos terroristas y previene ataques de bioterrorismo.
Ding fue originalmente miembro del 1.er Batallón del 17.º Regimiento de Infantería, quienes tenían es motto "Ninja! La noche nos pertenece".
Domingo posee 3 Estrellas de Inteligencia; una otorgada al inicio de Deuda de Honor por una operación exitosa en África, una otorgada a John Clark y a Chavez durante el conflicto japonés, y una por diversas operaciones realizadas en el libro Órdenes Ejecutivas.
- Datos: Q5398255